# Dirty Deeds Done Dirt Cheap
Dirty Deeds Done Dirt Cheap (englisch für „Krumme Dinger spottbillig gedreht“) ist das zweite internationale und dritte australische Studioalbum der australischen Hard-Rock-Band AC/DC, das im September 1976 in Australien und im Dezember 1976 in Europa veröffentlicht wurde. Das Album ist in „AC/DC Remasters“, der Neuauflage der Alben von Epic, enthalten, in der sämtliche AC/DC-Alben digital aufbereitet wurden.

## Hintergrund
Die australische Originalfassung des Albums auf Albert Productions unterscheidet sich merklich von der internationalen Fassung. Das Album hat ein anderes Cover und enthält teilweise andere Stücke und eine andere Reihenfolge der Titel. Auf der internationalen Edition wurden die Stücke R.I.P. (Rock in Peace) und Jailbreak durch die Stücke Rocker und Love at First Feel ersetzt. Dabei wurde das Stück Love at First Feel nie auf einem AC/DC-Album in Australien veröffentlicht (später jedoch als Single). Obwohl die internationale Version durch Atlantic Records in Europa veröffentlicht wurde, erschien das Album über Jahre nicht in den USA. Erst nach dem Erfolg von Highway to Hell im Jahre 1979 begann man, sowohl die internationale als auch die australische Version des Albums in die USA zu importieren. Bedingt durch die hohe Nachfrage autorisierte Atlantic schließlich die Veröffentlichung in den USA.
Zwei Stücke auf dem internationalen Album wurden gegenüber dem australischen Original editiert. Auf dem Stück Dirty Deeds Done Dirt Cheap wird der Titel des Liedes viermal im Refrain wiederholt, auf der editierten Version nur zweimal. Ain't No Fun wurde von 7:29 auf 6:57 Minuten gekürzt. Auf einer von Atco Records remasterten CD von 1994 wurden die Stücke jedoch in der Originallänge veröffentlicht, die 2003 auf CD erschienene Edition bei Epic Records verwendet wieder die editierten Versionen. Das Album vereint mit Ain't No Fun (Waiting Round to Be a Millionaire) den längsten und mit Big Balls den – nach Get It Hot aus dem Album Highway to Hell – kürzesten Song eines Studioalbums der Gruppe auf einem Album.
Bei den Sessions zu Dirty Deeds Done Dirt Cheap wurde ein weiteres Stück von Angus und Malcolm Youngs älterem Bruder, Alex Young, aufgenommen. Das Stück I'm a Rebel wurde aber bis heute nicht veröffentlicht. Die deutsche Metal-Band Accept coverte diesen Song 1980 auf ihrem zweiten Album, das den Titel I'm a Rebel trug. Als Songwriter wurde ein gewisser George Alexander angegeben, wobei es sich um ein Pseudonym von Alex Young (Bruder von Angus und Malcolm Young) handelt.
Der Titel des Albums stammt aus der Comicserie Beany and Cecil, wo der Bösewicht, Dishonest John, eine Visitenkarte mit dem Aufdruck: Dirty Deeds Done Dirt Cheap. Holidays, Sundays and Special Rates besitzt.

## Titelliste

### Internationale Version
1. Dirty Deeds Done Dirt Cheap (Angus Young, Malcolm Young, Bon Scott) – 4:13 (gekürzte Version: 3:51)
2. Love at First Feel (Angus Young, Malcolm Young, Bon Scott) – 3:10
3. Big Balls (Angus Young, Malcolm Young, Bon Scott) – 2:38
4. Rocker (Angus Young, Malcolm Young, Bon Scott) – 2:49
5. Problem Child (Angus Young, Malcolm Young, Bon Scott) – 5:44
6. There’s Gonna Be Some Rockin (Angus Young, Malcolm Young, Bon Scott) – 3:17
7. Ain’t No Fun (Waiting Round to Be a Millionaire) (Angus Young, Malcolm Young, Bon Scott) – 7:29 (gekürzte Version: 6:58)
8. Ride On (Angus Young, Malcolm Young, Bon Scott) – 5:49
9. Squealer (Angus Young, Malcolm Young, Bon Scott) – 5:14

### Australische Version
1. Dirty Deeds Done Dirt Cheap (Angus Young, Malcolm Young, Bon Scott) – 4:13
2. Ain’t No Fun (Waiting Round to Be a Millionaire) (Angus Young, Malcolm Young, Bon Scott) – 7:31
3. There’s Gonna Be Some Rockin (Angus Young, Malcolm Young, Bon Scott) – 3:17
4. Problem Child (Angus Young, Malcolm Young, Bon Scott) – 5:46
5. Squealer (Angus Young, Malcolm Young, Bon Scott) – 5:16
6. Big Balls (Angus Young, Malcolm Young, Bon Scott) – 2:40
7. R.I.P. (Rock in Peace) (Angus Young, Malcolm Young, Bon Scott) – 3:36
8. Ride On (Angus Young, Malcolm Young, Bon Scott) – 5:53
9. Jailbreak (Angus Young, Malcolm Young, Bon Scott) – 4:41

## Rezensionen
Im Magazin Rock Hard vergab Götz Kühnemund 9 von 10 möglichen Punkten und begründete: „Nur unwesentlich schwächer fiel der Nachfolger aus, der mit Problem Child, Rocker, Ride On und dem Titelsong immerhin vier Klassiker enthält. Die übrigen fünf Songs – allen voran Love at First Feel und Big Balls – sind auch nicht gerade von schlechten Eltern, allerdings nicht so bekannt wie die genannten vier Highlights, die jeder AC/DC-Fan im Schlaf mitpfeifen kann.“

## Kommerzieller Erfolg

### Chartplatzierungen
In den Vereinigten Staaten wurde das Album erst 1981 – nach dem Tod des damaligen Sängers Bon Scott – veröffentlicht und erreichte auf Anhieb Platz 3 der Billboard 200.
| ChartsChartplatzierungen       | Höchstplatzierung | Wochen |
| ------------------------------ | ----------------- | ------ |
| Australien (ARIA)              | 4 (… Wo.)         | …      |
| Deutschland (GfK)              | 19 (1 Wo.)        | 1      |
| Österreich (Ö3)                | 57 (1 Wo.)        | 1      |
| Schweiz (IFPI)                 | 25 (1 Wo.)        | 1      |
| Vereinigte Staaten (Billboard) | 3 (55 Wo.)        | 55     |

### Auszeichnungen für Musikverkäufe
Das Album wurde unter anderem sieben Mal mit Platin in den Vereinigten Staaten ausgezeichnet und verkaufte sich bis heute allein dort über sieben Millionen Mal. Damit ist es in den Vereinigten Staaten neben Back in Black (22 Millionen) und Highway to Hell (7 Millionen) das erfolgreichste AC/DC-Album.
| Land/Region                  | Auszeichnungen für Musikverkäufe (Land/Region, Auszeichnung, Verkäufe) | Verkäufe  |
| ---------------------------- | ---------------------------------------------------------------------- | --------- |
| Australien (ARIA)            | 6× Platin                                                              | 420.000   |
| Deutschland (BVMI)           | Platin                                                                 | 500.000   |
| Kanada (MC)                  | 2× Platin                                                              | 200.000   |
| Neuseeland (RMNZ)            | 5× Platin                                                              | 75.000    |
| Schweiz (IFPI)               | Gold                                                                   | 25.000    |
| Spanien (Promusicae)         | Gold                                                                   | 50.000    |
| Vereinigte Staaten (RIAA)    | 7× Platin                                                              | 7.000.000 |
| Vereinigtes Königreich (BPI) | Gold                                                                   | 100.000   |
| Insgesamt                    | 3× Gold · 21× Platin ·                                                 | 8.370.000 |

Hauptartikel: AC/DC/Auszeichnungen für Musikverkäufe